# اچ‌ام‌اس هوبرت (۱۷۹۴)
اچ‌ام‌اس هوبرت (۱۷۹۴) (به انگلیسی: HMS Hobart (1794)) یک کشتی بود. این کشتی در سال ۱۷۹۴ ساخته شد.